# أرطغرل عثمان

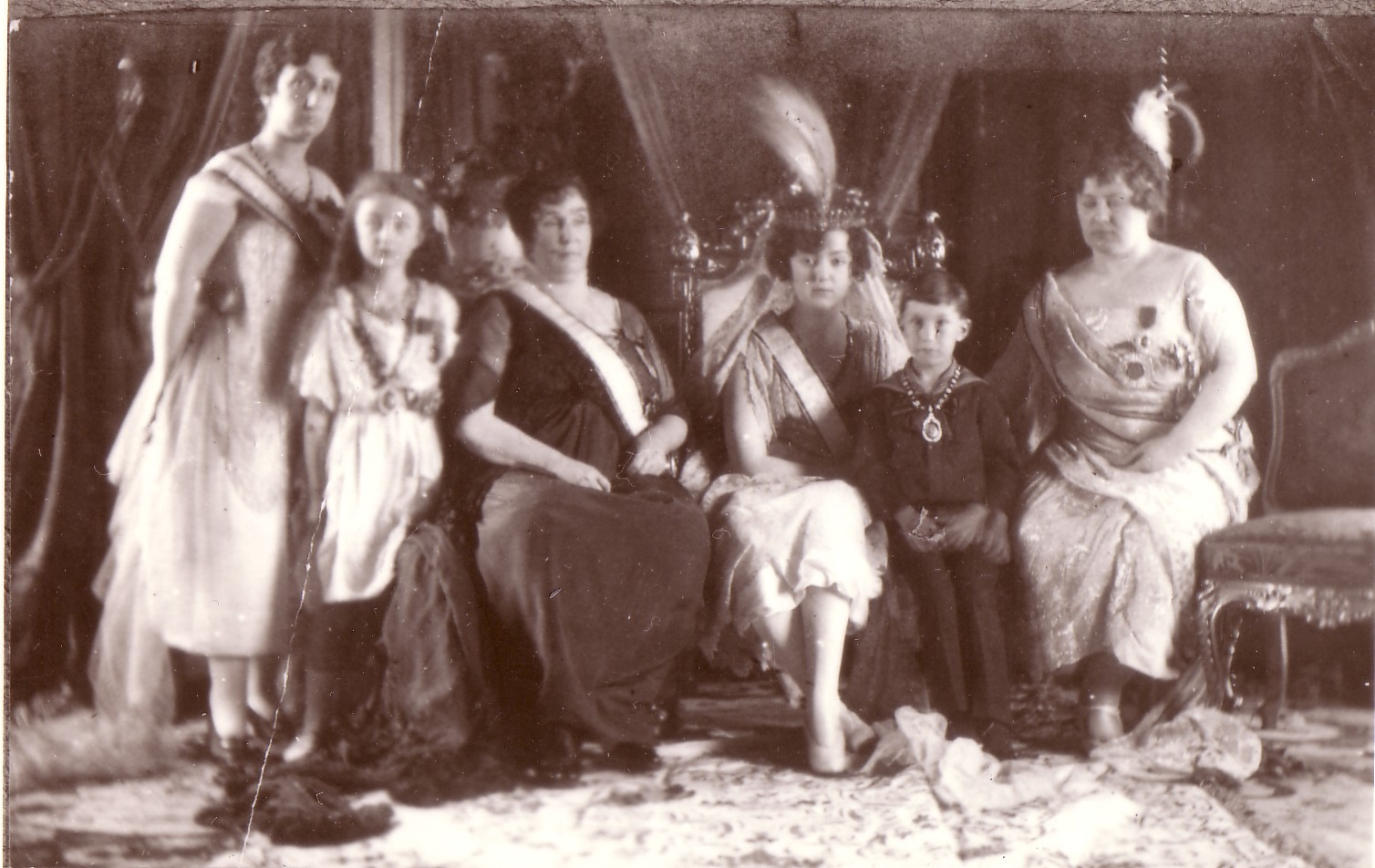
أرطغرل عثمان، الثاني من اليمين، سنة 1920

عثمان أرطغرل عثمان أوغلي بن محمد برهان الدين أفندي بن عبد الحميد الثاني بن عبد المجيد الأول بن محمود الثاني بن عبد الحميد الأول بن أحمد الثالث بن محمد الرابع بن إبراهيم الأول بن أحمد الأول بن محمد الثالث بن مراد الثالث بن سليم الثاني بن سليمان القانوني بن سليم الأول بن بايزيد الثاني بن محمد الفاتح بن مراد الثاني بن محمد الأول جلبي بن بايزيد الأول بن مراد الأول بن أورخان غازي بن عثمان بن أرطغرل (بالتركية: Ertuğrul Osman Osmanoğlu) يُعرف بشاهزاده أرطغرل عثمان افندي (18 أغسطس 1912 - 23 سبتمبر 2009). هو أكبر أحفاد أخر السلاطين العثمانيين الفعليين عبد الحميد الثاني. وُلد في إسطنبول بقصر يلدز. وأبوه هو محمد برهان الدين أفندي. ذهب إلى العاصمة النمساوية فيينا للدراسة وبلغه هناك نبأ سقوط الدولة العثمانية على يد مصطفى كمال أتاتورك عام 1924. ففضّل الهجرة للولايات المتحدة حيث عاش في مدينة نيويورك لمدة تقارب 60 عاماً. تزوج من زينب ترزي هانم، حفيدة الملك الأفغاني أمان الله خان.
كان أرطغرل عثمان أمريكي الجنسية حيث رفض الجنسية التركية عدة مرات وقال :أنا مواطن عثماني ولست تركي.

## وفاته
توفي في إحدى مستشفيات إسطنبول في 23 سبتمبر 2009 وذلك بعد إصابته بقصور كلوي على حسب ما جاء في بيان وزارة الثقافة التركية. وكان قد أدخل المستشفى الأميركي بإسطنبول بعد إصابته بحالة قصور تنفسي وكلوي. وقد دُفن في تربة السلطان محمود الثاني باسطنبول.